# KS Elbasani
Ne doit pas être confondu avec l'AF Elbasani, club fondé en 2021.
Maillots
Le Klubi Sportiv Elbasani est un ancien club de football albanais basé à Elbasan. Le club est dissous en 2022 après une dernière saison en Kategoria e Dytë (en), la troisième division du pays.

## Historique
- 1923 : fondation du club par fusion de Aferdita Elbasan et de Perparimi Elbasan sous le nom de KF Urani Elbasan
- 1930 : 1re participation à la 1re division
- 1932 : le club est renommé KS Skampa Elbasan
- 1939 : le club est renommé KS Bashkimi
- 1949 : le club est renommé KS Elbasani
- 1950 : le club est renommé Puna Elbasan
- 1958 : le club est renommé KS Labinoti Elbasan
- 1984 : 1re participation à une Coupe d'Europe (C1, saison 1984/85)
- 1991 : le club est renommé KS Elbasani
- 1997 : le club est renommé KF Elbasani

## Bilan sportif

### Palmarès
- Supercoupe d'Albanie (1) :
  - Vainqueur : 1992
  - Finaliste : 2006

- Championnat d'Albanie (2) :
  - Champion : 1984, 2006

- Coupe d'Albanie (2) :
  - Vainqueur : 1975, 1992
  - Finaliste : 1980

- Championnat d'Albanie de deuxième division (4) :
  - Champion : 1933, 1958, 2002, 2014

### Bilan européen
Note : dans les résultats ci-dessous, le score du club est toujours donné en premier.
| Saison    | Compétition               | Tour           | Club              | Domicile | Extérieur | Total  |
| --------- | ------------------------- | -------------- | ----------------- | -------- | --------- | ------ |
| 1984-1985 | Coupe des clubs champions | Premier tour   | Lyngby BK         | 0 - 3    | 0 - 3     | 0 - 6  |
| 2006-2007 | Coupe UEFA                | Premier tour Q | Vardar Skopje     | 1 - 1    | 0 - 0     | 1 - 1E |
| 2006-2007 | Ligue des champions       | Premier tour Q | Ekranas Panevėžys | 1 - 0    | 0 - 3     | 1 - 3  |

Légende
- Victoire ou qualification pour le tour suivant
- Match nul
- Défaite ou élimination de la compétition

## Anciens joueurs
- Klodian Duro

## Logos de l'histoire du club

Logo no 1
Logo no 2
Logo no 3
Logo no 4

## Stade Elbasan Arena
L'équipe joue actuellement au Elbasan Arena, anciennement nommé Stade Ruzhdi Bizhuta qui a une capacité de 12 800 places.